# یارنوته (گمینا وومژا)
یارنوته (به لاتین: Jarnuty) یک روستا در لهستان است که در گمینا وومژا واقع شده‌است.